# العلاقات الإكوادورية الإيرانية
العلاقات الإكوادورية الإيرانية هي العلاقات الثنائية التي تجمع بين الإكوادور وإيران.

## مقارنة بين البلدين
هذه مقارنة عامة ومرجعية للدولتين:
| وجه المقارنة                                              | الإكوادور                      | إيران                    |
| --------------------------------------------------------- | ------------------------------ | ------------------------ |
| المساحة (كم2)                                             | 283.56 ألف                     | 1.65 مليون               |
| عدد السكان (نسمة)                                         | 16.62 مليون                    | 79.97 مليون              |
| الكثافة السكانية (ن./كم²)                                 | 58.61                          | 48.47                    |
| العاصمة                                                   | كيتو                           | طهران                    |
| اللغة الرسمية                                             | اللغة الإسبانية، كيشوا ‏، شوار ‏ | لغة فارسية               |
| العملة                                                    | دولار أمريكي، سوكري إكوادوري   | ريال إيراني              |
| الناتج المحلي الإجمالي (بليون دولار)                      | 103.06 مليار                   | 439.51 مليار             |
| الناتج المحلي الإجمالي (تعادل القوة الشرائية) بليون دولار | 185.24 مليار                   | 1.36 تريليون             |
| الناتج المحلي الإجمالي الاسمي للفرد دولار أمريكي          | 6.21 ألف                       |                          |
| الناتج المحلي الإجمالي للفرد دولار أمريكي                 | 11.37 ألف                      |                          |
| مؤشر التنمية البشرية                                      | 0.746                          | 0.766                    |
| رمز المكالمات الدولي                                      | +593                           | +98                      |
| رمز الإنترنت                                              | .ec                            | .ir،                     |
| المنطقة الزمنية                                           | 00                             | ت ع م+03:30، توقيت إيران |

## منظمات دولية مشتركة
يشترك البلدان في عضوية مجموعة من المنظمات الدولية، منها:
| علم المنظمة | اسم المنظمة                                                | تاريخ انضمام الإكوادور | تاريخ انضمام إيران |
| ----------- | ---------------------------------------------------------- | ---------------------- | ------------------ |
|             | مؤسسة التنمية الدولية                                      | 7 نوفمبر 1961          | 10 أكتوبر 1960     |
|             | يونسكو                                                     | 22 يناير 1947          | 6 سبتمبر 1948      |
|             | وكالة ضمان الاستثمار متعدد الأطراف                         | 12 أبريل 1988          | 15 ديسمبر 2003     |
|             | الأمم المتحدة                                              | 21 ديسمبر 1945         | 24 أكتوبر 1945     |
|             | العملية المشتركة للاتحاد الأفريقي والأمم المتحدة في دارفور | ?                      | ?                  |
|             | الفريق المعني برصد الأرض                                   | ?                      | ?                  |
|             | الاتحاد البريدي العالمي                                    | ?                      | ?                  |
|             | البنك الدولي للإنشاء والتعمير                              | 28 ديسمبر 1945         | 29 ديسمبر 1945     |
|             | المنظمة الهيدروغرافية الدولية                              | ?                      | ?                  |
|             | منظمة حظر الأسلحة الكيميائية                               | ?                      | ?                  |
|             | مؤسسة التمويل الدولية                                      | 20 يوليو 1956          | 28 ديسمبر 1956     |
|             | منظمة الشرطة الجنائية الدولية                              | ?                      | ?                  |

## وصلات خارجية
- موقع وزارة الخارجية الإكوادورية
- موقع وزارة الخارجية الإيرانية